# Thierry III de Brederode
Thierry III de Brederode (en néerl. Dirk III van Brederode) (vers 1308 - Haarlem, 11 novembre 1377) fut le cinquième seigneur de Brederode, Voshol (nl) et Bennebroek, et il était membre du gouvernement du comté de Hollande.

## Biographie
Il était fils de Guillaume de Brederode et petit-fils de Thierry II de Brederode. Sa mère était Elisabeth de Clèves (parfois aussi appelée Elsbee), une fille de Diederik Luf II van Kleef (1262-?) et petite-fille de Thierry VII de Clèves. Thierry III a été officiellement nommé seigneur de Brederode le 13 octobre 1333 par Guillaume III de Hollande après la mort de son oncle Henri Ier de Brederode (mort 1345). Il fut de nouveau reconnu dans ses droits par Guillaume IV en 1339. Le 23 août 1346, il reçut quelques propriétés de Marguerite de Bavière près de Haarlem. L'année suivante, sa femme Beatrix reçoit 350 livres tournois noirs venant du péage de Valkenburg.
En 1350-51, Thierry a soutenu Marguerite II de Hainaut pendant les conflits de la guerre des Hameçons et des Cabillauds. Bien que victorieux en tant que commandant en chef lors de la bataille de Veere, il a été capturé à la bataille de Zwartewaal (également connue sous le nom de bataille sur la Meuse). Il retrouva sa liberté moyennant finances.

## Mariage et enfants
Thierry III s'est marié vers 1334 avec Beatrix de Valkenburg, une fille de Reinoud van Valkenburg. Ensemble, ils ont eu au moins quatre enfants :
- Renaud Ier, 6e seigneur de Brederode (1336-1390) ;
- Walrave de Brederode (1338/1340-17 août 1369) ;
- Chevalier Thierry de Brederode (1340/1342-1387) ;
- Guillaume de Brederode, seigneur de Waalwyck (1346-1389).